# Мумін
Мумін (араб. مؤمن) — віруючий, правовірний. У ісламі цей термін означає щиро віруючих людей. Це особливий термін для назви віруючого, що віддзеркалює внутрішній, моральний аспект віри (іман)

Для того, щоб стати муміном, недостатньо просто на словах засвідчити формулу віри, як це роблять лицеміри та нечестивці. Згідно з вченням ортодоксального ісламу муміном називають того, хто «увірував серцем», публічно проголошує свою віру і творить добрі справи. Віруючий мусить з радістю виконувати всі приписи шаріату, а всі його вчинки повинні бути зумовлені праведними намірами
Іншим значенням цього слова є «охоронець». Це одне з 99 «прекрасних імен Аллаха».